# 덴마크
덴마크 왕국(덴마크어: Kongeriget Danmark 콩에리게트 단마르크[*], 영어: Kingdom of Denmark), 줄여서 덴마크(덴마크어: Danmark 단마르크[*], 문화어: 단마르크)는 북유럽에 있는 입헌 군주국이자 덴마크 왕국의 구성국이며, 수도는 코펜하겐이다.

## 역사

### 선사 시대
현재의 덴마크 지역에 인류가 최초로 거주한 시기는 약 20만 년 전이며, 약 5만 년 전 빙하가 북쪽으로 이동, 광범위한 툰드라 지대가 형성되면서 순록을 사냥하는 유목민들이 정착했던 것으로 추정된다. 그 후 구·신석기 시대(BC 9500년-BC 1500년), 청동기 시대(BC 1500년-BC 400년) 및 철기 시대(BC 400년 이후)를 거친 후, AD 500년경에 농경을 주로 하는 앵글족 및 유트족이 처음으로 집단 부락을 형성하였다.

### 고대와 중세
고대부터 윌란반도(유틀란트 반도)에는 데인족이 살고 있었다. 카를 대제의 북진 정책의 결과 세상에 그 존재가 알려졌다. 811년 프랑크 왕국과 아이더 강을 국경으로 하는 합의가 이루어졌다. 바이킹의 해상 원정은 8세기 말부터 시작되었다. 구드프레드 왕은 프랑크 왕국의 샤를마뉴의 공격을 잘 막아내었다.

### 국가 형성기(바이킹 시대)
6세기-10세기 사이에 바이킹이 윌란반도를 중심으로 원시 왕정 국가를 형성하면서 스웨덴 남부, 영국 동부, 심지어 지중해 연안까지 진출하는 위세를 떨쳤으며, 특히 9세기 경에는 영국 북부 지역을 점령하기도 하였다.
826년에 최초로 기독교가 전래되어, 이외링 지역에서 일어난 왕가는 970년에 하랄드 블라톤(Harald Blåtand) 왕 치하에서 덴마크를 완전히 기독교화하였고, 1014년경 그 아들인 스벤 왕이 잉글랜드를 정복하고 잉글랜드 왕을 겸하였다. 하랄 왕의 차남 크누드 1세(카누트 대왕)가 1016년에 잉글란드 왕위에 올랐고 1018년에는 덴마크 왕을 겸하였으며, 1028년에는 노르웨이 왕으로 추대되어 '북해 제국(앵글로 스칸디나비아 대제국)'을 구축하기에 이르렀다.
크누드가 세상을 떠나자 북해 제국은 와해되고, 덴마크는 다시 스칸디나비아의 한 세력으로 전락하였으나, 크누드의 조카 스벤 2세에 의해 로마교회와 밀접한 관계를 가지는 신 덴마크 왕국이 건설되었다. 스벤 2세가 죽은 뒤, 1074년부터 1134년까지 스벤 2세의 다섯 아들이 차례로 왕위에 올랐고, 그 동안에 한때 앵글로색슨의 세력하에 있던 덴마크 교회는 다시 함부르크의 세력하에 들어갔다가 1104년경 룬드를 대주교구로 한 독자의 국교회를 가지게 되었다.
그러나 1134년 이후, 다시 교회와 국가의 분열 및 국내 분쟁이 지속되다가, 1157년 발데마르 1세(재위 1157∼1182)가 일어나서 국내를 통일하고 발데마르 왕조를 일으켰다. 발데마르 1세는 군사력을 재편성하여 독일에 대항하고 발트 해의 슬라브 세력과 싸웠는데, 그 때 슬라브인의 침입에 대비하여 셸란 섬에 구축한 성채가 오늘날의 코펜하겐의 기원이 되었다.
발데마르 2세 때 정치적·경제적 발전이 촉진되었으나, 그가 죽자 다시 왕·교회·귀족 사이에 내분이 일어나서 왕권이 약화되고, 또 같은 시대에 발트해의 지배 및 슐레스비히의 영유권을 둘러싸고 스웨덴·노르웨이·한자동맹 세력과의 항쟁이 지속되어 왕국의 약체화를 가져왔다.
발데마르 4세가 죽은 뒤, 발데마르의 딸 마르그레테 1세와 그녀의 남편, 즉 노르웨이의 왕이자 스웨덴의 왕위 계승자인 노르웨이의 호콘 6세의 아들인 올라프 2세(재위 1375∼87)가 왕위에 오르자 마르그레테가 섭정이 되어 실질적인 통치권을 행사해오다가 호콘 6세, 올라프 2세의 사후인 1387년 덴마크 및 노르웨이의 군주로 승인받았다.
마르그레테는 다시 1389년 스웨덴 왕을 겸하게 되었다. 이와 같은 동군 연합을 통한 세 왕국의 통합은 1397년의 이른바 칼마르 동맹에 의해 정식으로 승인되었다. 1448년 덴마크의 왕조는 올덴부르크가로 바뀌었으나 칼마르 동맹은 그대로 유지되었다.

### 근대
1520년 크리스티안 2세가 독립을 요구하던 스웨덴과 전쟁을 벌여 스웨덴의 스텐 스투레 덴 윙레(Sten Sture den yngre, 연소자 스텐 스투레) 일파를 격파하고 스톡홀름에 입성하여 분리주의자들을 제거한 스톡홀름 피바다 사건을 일으켰다. 그러나 스웨덴은 다시 봉기하여 스웨덴 해방 전쟁을 통해 독립을 이룩하여, 결국 1523년 칼마르 동맹은 해체되었다. 덴마크의 종교 개혁은 크리스티안 3세에 의해 추진되어 루터교가 받아들여졌으며, 한편 그 무렵에 노르웨이는 자치 운동이 완전히 봉쇄당한 채 사실상 덴마크의 속국이 되어버렸다.
크리스티안 3세 때는 원로원 등 귀족 세력의 강화를 바탕으로 해서 경제의 발전 및 학자의 배출 등 국가 번영의 기운을 보였으나, 그 후 프레데리크 2세 때 발트 해의 주도권을 놓고 덴마크·스웨덴·폴란드·뤼베크 사이에 ‘북방 7년 전쟁’이 일어났고, 크리스티안 4세 때는 2차에 걸친 스웨덴과의 싸움으로 국토의 손실과 국력의 쇠퇴를 가져왔다. 1660년 프레데리크 3세는 귀족 세력과 대립하는 도시 부르주아 및 루터교 성직자와 결합하여 왕위의 세습제를 승인받고, 1665년에는 국왕의 절대주권을 승인받아 절대군주제를 확립하였다.
1788년 신분제가 폐지되고, 1797년 자유 무역의 원칙에 입각한 관세법이 성립되어 덴마크의 경제가 활력을 얻었다. 나폴레옹 전쟁에서 영국 함대의 공격을 받고 나폴레옹 편에 서게 된 덴마크는 영국·러시아·스웨덴 등 동맹국과 싸운 끝에, 1814년의 킬 조약에 의해 노르웨이를 스웨덴에 할양하고 4세기에 걸친 노르웨이 지배에 종지부를 찍었다. 그리하여 덴마크의 영토는 현재의 덴마크와 아이슬란드, 페로 제도, 그린란드로 국한되었다.
국내적으로는 프레데리크 7세의 절대 왕정이 비판의 대상이 되고, 1842년에는 입헌적 대의 정치를 주장하는 국민자유당이 결성되었다. 그리하여 1849년 프레데리크 7세는 자유주의자들의 요구에 따라 전제 정치를 포기하고, 자유 헌법을 성립시켜서 입헌군주제를 수립하였다. 1864년 프로이센과의 제2차 슐레스비히 전쟁에서 패배하여 홀스텐(홀슈타인)과 슬레스비(슐레스비히)를 상실했으나, 독일 제국이 제1차 세계 대전에서 패전하면서 베르사유 조약에 의해 1920년 북슐레스비히를 수복하였다.
제1차 세계 대전 당시에는 중립을 지켰으나 독일 바로 근처였기 때문에 민간인 상선들이 독일 잠수함에 격침되었다. 제2차 세계 대전 때 나치 독일에게 점령되어 1944년까지 고초를 겪었다. 덴마크에 사는 사람들 중 유대인들이 독일군에게 끌려갔고, 전쟁 중에는 그들에게 필요한 물자를 독일군들이 빼앗았다. 1945년 5월에 덴마크 전체가 연합군에 의하여 해방되었다. 1944년에는 덴마크의 영토였던 아이슬란드가 독립하였다.

## 지리

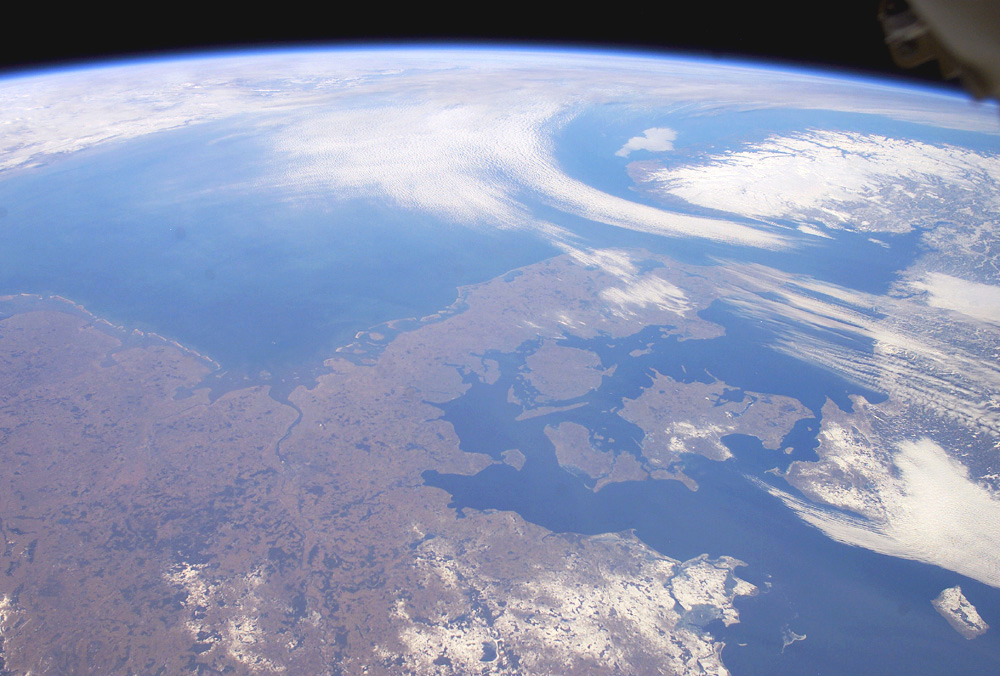
인공위성에서 본 덴마크.

덴마크는 윌란반도와 여러 섬으로 이루어져 있다. 빙하 침식에 의해 산이 별로 없으며, 평야가 많다. 예전에는 황무지가 많았으나 개간되었다. 북쪽으로는 스카게라크 해협, 동쪽으로는 발트해와 스웨덴과 해상 국경을 맞대고 있다. 남쪽으로는 독일과 국경을 접하고있다.

## 행정 구역
덴마크의 행정 구역은 5개 지역(덴마크어: Region 레기온[*])으로 구성되어 있으며 이들 지역은 98개 지방 자치체(덴마크어: kommuner 코무네르[*], 단수형: kommune 코무네[*])로 나뉜다.
5개 지역은 2007년 1월 1일에 실시된 행정 구역 개편에 따라 기존의 13개 주(amt)를 대체하여 만들어졌다. 동시에 지방 자치체도 270개에서 98개로 통합되었다.
그린란드와 페로 제도는 덴마크 왕국의 일부이나 독자적인 자치권을 가지고 있다(덴마크 자치령).

### 덴마크의 지역
덴마크는 5개 지역(남덴마크 지역, 북윌란 지역, 셸란 지역, 덴마크 수도 지역, 중앙윌란 지역)으로 구성되어 있다.

### 덴마크의 지방 자치체
덴마크의 5개 지역은 98개 지방 자치체로 나뉜다.

## 기후
덴마크 기후는 북대서양 해류(멕시코만류)와 대서양으로부터 불어오는 편서풍 영향으로 겨울은 위도에 비해 온난하고, 여름은 서늘하여 연교차가 적다. 이렇게 온난한 기후는 북유럽과 중앙유럽 중간지대 특색이다. 그러나 연중 바람이 많고, 겨울은 기후 변화가 심하다. 편서풍으로 말미암아 덴마크에서 흔히 풍차를 이용하여 동력을 만들지만, 유틀란트 반도 서부는 강한 바람을 피하기 위하여 새로 개척한 농지 주변이나 독립가옥 주위에 방풍림(防風林)을 조성한다.
가장 추운 1월 전국 각지 평균기온은 －1.5℃이고, 가장 더운 7월 전국 평균기온은 17℃이다. 5월부터 8월은 낮시간이 거의 18시간 지속한다. 전국 각지 연강수량은 650mm이며, 강수분포는 연간 대체로 균등하나 7∼12월, 특히 8월에 비가 많이 온다. 지역적으로는 서부가 강수량이 많고 동부로 갈수록 적어진다. 강우일수(降水日數)는 연간 약 160일, 강설일수(降雪日數)는 연간 20∼40일 정도다.
| Denmark (2001–2010)의 기후             | Denmark (2001–2010)의 기후 | Denmark (2001–2010)의 기후 | Denmark (2001–2010)의 기후 | Denmark (2001–2010)의 기후 | Denmark (2001–2010)의 기후 | Denmark (2001–2010)의 기후 | Denmark (2001–2010)의 기후 | Denmark (2001–2010)의 기후 | Denmark (2001–2010)의 기후 | Denmark (2001–2010)의 기후 | Denmark (2001–2010)의 기후 | Denmark (2001–2010)의 기후 | Denmark (2001–2010)의 기후 |
| 월                                     | 1월                        | 2월                        | 3월                        | 4월                        | 5월                        | 6월                        | 7월                        | 8월                        | 9월                        | 10월                       | 11월                       | 12월                       | 연간                       |
| -------------------------------------- | -------------------------- | -------------------------- | -------------------------- | -------------------------- | -------------------------- | -------------------------- | -------------------------- | -------------------------- | -------------------------- | -------------------------- | -------------------------- | -------------------------- | -------------------------- |
| 일평균 최고 기온 °C (°F)               | 3.3 (37.9)                 | 3.3 (37.9)                 | 6.1 (43.0)                 | 11.5 (52.7)                | 15.5 (59.9)                | 18.5 (65.3)                | 21.6 (70.9)                | 21.2 (70.2)                | 17.5 (63.5)                | 12.3 (54.1)                | 7.9 (46.2)                 | 4.2 (39.6)                 | 11.9 (53.4)                |
| 일일 평균 기온 °C (°F)                 | 1.5 (34.7)                 | 1.2 (34.2)                 | 3.0 (37.4)                 | 7.5 (45.5)                 | 11.4 (52.5)                | 14.6 (58.3)                | 17.4 (63.3)                | 17.2 (63.0)                | 13.8 (56.8)                | 9.4 (48.9)                 | 5.7 (42.3)                 | 2.2 (36.0)                 | 8.8 (47.8)                 |
| 일평균 최저 기온 °C (°F)               | −0.8 (30.6)                | −1.3 (29.7)                | −0.2 (31.6)                | 3.6 (38.5)                 | 7.4 (45.3)                 | 10.6 (51.1)                | 13.4 (56.1)                | 13.5 (56.3)                | 10.2 (50.4)                | 6.2 (43.2)                 | 3.2 (37.8)                 | −0.3 (31.5)                | 5.5 (41.9)                 |
| 평균 강수량 mm (인치)                  | 66 (2.6)                   | 50 (2.0)                   | 43 (1.7)                   | 37 (1.5)                   | 53 (2.1)                   | 68 (2.7)                   | 77 (3.0)                   | 91 (3.6)                   | 62 (2.4)                   | 83 (3.3)                   | 75 (3.0)                   | 61 (2.4)                   | 765 (30.1)                 |
| 평균 강우일수 (≥ 1mm)                  | 18                         | 15                         | 13                         | 11                         | 13                         | 13                         | 14                         | 16                         | 14                         | 17                         | 20                         | 17                         | 181                        |
| 평균 월간 일조시간                     | 47                         | 71                         | 146                        | 198                        | 235                        | 239                        | 232                        | 196                        | 162                        | 111                        | 58                         | 45                         | 1,739                      |
| 출처: Danmarks Meteorologiske Institut |                            |                            |                            |                            |                            |                            |                            |                            |                            |                            |                            |                            |                            |

## 정치
덴마크는 대의제 민주주의에 기반한 입헌 군주국이다. 현재의 국가 원수는 왕 프레데리크 10세가 맡고 있다고 한다.

## 주민
주민은 게르만계의 덴마크인이 거의 대부분이며 다른 민족은 적게 존재한다. 인구는 약 580만 명으로 한강 이남 서울특별시 인구 (542만 명)보다 약간 많다.

## 언어
덴마크어가 공용어이다. 덴마크인과 스웨덴인, 그리고 노르웨이인은 서로 자국어로 이야기해도 무리 없이 서로 통한다. 영어와 독일어, 프랑스어도 외국인들 사이에서 사용된다. 덴마크의 문자 해독률은 세계적으로 높은 수준을 자랑한다.

## 종교
루터교가 국교로 인정받으며 그 외에 감리교, 모라비안, 구세군 등의 다른 개신교 종파들과 동방정교회가 존재한다. 2013년 조사에 따르면 덴마크인의 79.1%가 루터교 종파인 덴마크 교회(Den danske folkekirke)에 소속되어 있다. 로마 가톨릭의 경우는 0.55% 존재한다. 이슬람교, 유대교 등의 다른 종교는 아주 적게 존재하며, 특히 이슬람은 아랍 세계나 이란에서 온 이민자들이 믿는다.

## 교육
이 나라는 문맹률이 매우 낮은 나라이며 높은 교육열을 자랑한다. 이 나라의 자치령인 페로 제도와 그린란드 역시 높은 교육열을 자랑한다.

## 군대
이 나라에서는 모병제를 실시한다. 2015년에 모병제로 전환했다.

## 경제
이 나라의 자치령인 페로 제도와 그린란드는 2005년부터 지리는 물론이고 경제·외교적으로도 자치를 얻었다. 덴마크 본토 또한 세계적인 경제 수준을 자랑한다. 협동조합을 이루어 농업을 발달시켰다. 젖소를 많이 사육하는 손꼽히는 낙농 국가이며, 낙농 제품이 큰 수출품 중의 하나이다. 돼지의 사육도 활발하여, 햄과 소시지 그리고 베이컨이 비싼 가격으로 수출되고 있다. 세계적으로 유명한 어린이들의 장난감 회사 레고의 본사가 있다.

### 무역
2017년 기준으로 덴마크의 주요 수입 상대국은 독일(21.38%), 스웨덴(11.91%), 네덜란드(7.70%), 중국(7.31%), 노르웨이(4.97%)이다. 주요 수출 상대국은 독일(14.28%), 스웨덴(10.68%), 영국(7.42%), 노르웨이(5.81%)로 주요 수출입 상대국은 모두 인접 유럽 국가들이다. 2017년 기준으로 총수출액은 101,646백만 달러, 총수입액은 92,248백만 달러이다. 주요 수출 품목은 의약품(3,698,161천 달러), 석유 제품(2,255,330천 달러), 전기에너지(2,058,950천 달러), 유압 공구 및 부품(1,459,331천 달러), 원유(1,348,348천 달러)이다. 주요 수입 품목은 석유 제품(2,338,829천 달러), 의약품(2,149,624천 달러), 원유(2,048,916천 달러), 무선기기(1,800,776천 달러), 화물선(1,578,405천달러)이다.

## 문학

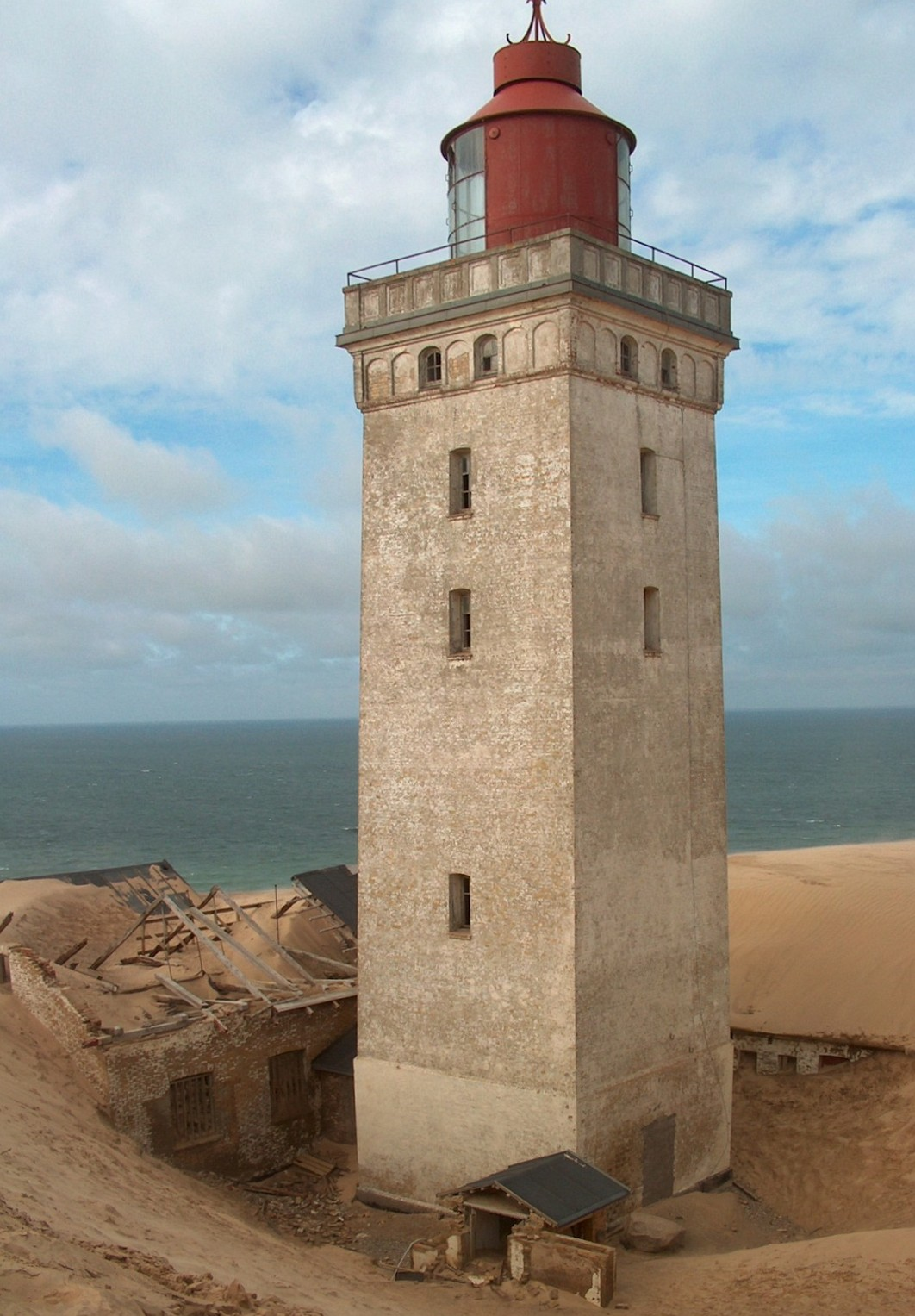
예링의 루비에르 크누데 등대

덴마크의 문학은 민족이동이나 침략전쟁에 관한 구전전설(口傳傳說)에서 비롯된다. 12세기 말에 삭소 그라마티쿠스는 그들 전설·서사시 등을 포함한 라틴어의 대저(大著) 《덴마크인의 사적(事績) Gesta Danorum》을 펴냈다. 종교개혁의 자극에 의한 성서(聖書)의 덴마크어역(語譯)이 C.페데르센에 의해 완성되어 덴마크어의 기초가 확립되고, 그것을 계기로 덴마크어의 신문학이 일어나게 되었다. 신문학은 먼저 찬미가 부문에서 시작되어 뛰어난 찬미가 시인들이 많이 나왔는데, 가장 대표적인 T.킹고(1634∼1702)의 작품은 오늘날에도 널리 알려졌다. L.홀베르크(1684∼1754)는 외국문학의 영향하에 있던 18세기의 덴마크 문학을 독자적인 경지로 끌어올린 극작가이다. 노르웨이인으로 역사가이기도 한 홀베르크는 풍자극 《페데르 포르스 Peder Paars》로 명성을 얻었으며, 이어 많은 창작극을 발표하여 프랑스·독일의 번역극에 의해 지배되어 왔던 덴마크 극단으로부터 그들 번역극을 몰아내고, 나아가서 독일·프랑스에 영향을 미쳤다. 《산 위의 예페》 등 대표작은 현재도 때때로 상연되고 있다.

## 대외 관계
덴마크는 한국 전쟁 때 대한민국에 병원선 MS 유틀란디아호를 보내 의료 지원을 했다. 전쟁이 끝나고 병원선의 의료 기자재를 한국에 기증하고 한국에 국립의료원을 설립하여 한국의 의료 발전에 크게 기여하였다. 1959년에 한국과 덴마크는 정식으로 수교하였다. 코펜하겐에 대한민국 대사관이 개설되어 있다. 서울에 주한 대사관이 개설되어 있다. 2011년 5월 13일 비안보분야 동맹으로는 처음으로 녹색성장 분야 동맹을 체결했다. 또 대한민국 지식경제부와 덴마크 기후에너지부 간의 녹색성장협력 양해각서를 비롯해 정부와 기업간 친환경사업과 녹색기술협력 분야에서 9개의 양해각서도 체결하였다. 모두 293 명(재외국민 214 명, 시민권자 79 명)의 한민족들이 덴마크에 거주(2010년 12월 기준)하고 있다. 또한 2007년 현재 덴마크에는 약 9,000명의 한국 입양인이 있다. 한국 대사관, KOTRA, 한인교회, 한국센터, 한글학교가 있고 정한친선협회, 유틀란트 모임, 코리안 클럽, 한인회가 있다.

## 같이 보기
- 솔뱅
- 그린란드 Greenland
- 페로제도 Fero Island